# Kent Granqvist
Kent Granqvist, född 1969 i Stockholm, är en svensk speaker och programledare. Han jobbade åren 1987-1993 på SR Stockholm där han främst presenterade topplisteprogrammet Radio Stockholm Topp 20. Därefter, när kommersiell radio startade i Sverige, arbetade han på i tur och ordning Storstadsradion, Classic FM samt Sky Radio. 
Sedan mitten av nittiotalet har han agerat röst åt diverse olika företag i deras telefon- och talsvarslösningar. Granqvist är även en av två trailer- och hallåröster i Sjuan samt speaker på dokumentärer i TV4 Fakta.